# Tjuvasjiska
Tjuvasjiska (tjuvasjiska: чăваш чěлхи) är ett språk i språkfamiljen turkspråk.

## Antalet talare och dialekter
Enligt en folkräkning från 1999 i Ryssland angav 1,64 miljoner (82 procent av alla tjuvasjer) tjuvasjiska som modersmål. En senare folkräkning från 2010 anger dock lite drygt 1,04 miljoner talare, så antalet har sjunkit. Tjuvasjiska-talare bor huvudsakligen i Tjuvasjiska republiken (Tjuvasjien) och i Tatarstan. De förekommer ofta också i före detta sovjetiska republiker och i andra regioner inom Ryska federationen. Tjuvasjiska kan delas in i två stora dialekter: anatri (övre-) och virjal (nedre-). Tjuvasjiska är numera officiellt språk i Tjuvasjien.

## Tjuvasjiska alfabetet
Det tjuvasjiska alfabetet skapades av Ivan Jakovlev 1878. Det är en modifierad version av det kyrilliska alfabetet som innefattar samtliga 33 bokstäder i det ryska alfabetet, samt ytterligare fyra bokstäver (Ӑӑ, Ӗӗ, Ҫҫ, Ӳӳ) för att beteckna fonem som är speciella för tjuvasjiska.
| Versaler: | А | Ă | Б | В | Г | Д | Е | Ё | Ě | Ж | З | И | Й | К | Л | М | Н | О | П | Р | С | Ç | Т | У | Ӳ | Ф | Х | Ц | Ч | Ш | Щ | Ъ | Ы | Ь | Э | Ю | Я |
| Gemener:  | а | ă | б | в | г | д | е | ё | ě | ж | з | и | й | к | л | м | н | о | п | р | с | ç | т | у | ӳ | ф | х | ц | ч | ш | щ | ъ | ы | ь | э | ю | я |

I början av 1926 deltog tjuvasjiska representanter i turkologi-kongressen i Azerbajdzjans huvudstad Baku. På den kongressen kom man fram till förslaget att skaffa ett enhetligt skriftsystem för alla turkspråk – det enhetliga turkiska alfabetet. Det har dock aldrig blivit något stort bland tjuvasjer, och i Ryssland är det numera bara tillåtet att använda det kyrilliska alfabetet. Att använda andra alfabet är olagligt, annat än i utbildningssyfte.
En av de främsta representanterna för det tjuvasjiska folket är diktaren och översättaren Gennadij Ajgi, född 1934 i Tjuvasjien. Hans tjuvasjiska namn betyder "den där".